# Мрежа (приспособление)
Мрежата е устройство (предмет), изработен от влакна под формата на решетка и създаден от хората още през мезолита. Използва се за хващане и задържане на предмети с размери по-големи от отворите. В същото време всички предмети и материали с по-малки размери преминават през тези отвори. Предимството им е, че за изработката им е необходимо да се използват по-малко материали, поради което са и по-леки и по-гъвкави. Това ги прави лесни за манипулиране и пренасяне.

## Дефиниция
Мрежата е структура, изработена под формата на решетка с голяма гъвкавост и подвижност, която спира преминаването на големи предмети и пропуска малки предмети и флуиди.

## Изработка
Мрежите се изработват ръчно или с използването на машини от естествени влакна като памук, лен,или коноп или изкуствени влакна като капрон, найлон, дедерон и други.